# Concatedral y basílica de la Asunción (Kołobrzeg)
La basílica concatedral  de la Asunción de la Santísima Virgen María o simplemente catedral de Kołobrzeg (en polaco: Bazylika Konkatedralna Wniebowzięcia NMP) es un edificio religioso de la Iglesia Católica que se encuentra ubicado en la localidad de Kołobrzeg en el país europeo de Polonia. Se trata de un templo construido en el siglo XIV en estilo gótico, que tiene cinco naves. Tiene el estatus de iglesia parroquial, basílica menor y, desde 1972, es la co-catedral de la diócesis de Koszalin-Kołobrzeg (Dioecesis Coslinensis-Colubreganus o Diecezja koszalińsko-kołobrzeska).
La fecha de inicio de la construcción de la iglesia parroquial de la Virgen María en Kolobrzeg no se conoce con precisión. Se cree que la iglesia principal de la ciudad se construyó a principios del siglo XIV en el sitio donde antes estaba una antigua iglesia dedicada a San Nicólas . La primera misa en el edificio se celebró en 1321.
Desde el siglo XVII hasta el siglo XX, la iglesia fue destruida por las guerras. En 1945, durante la batalla de la fortaleza Kolobrzeg de la Segunda Guerra Mundial fue un importante punto de la defensa de la ciudad. Fue destruida por la artillería soviética. En 1957 comenzó su reconstrucción.

## Véase también

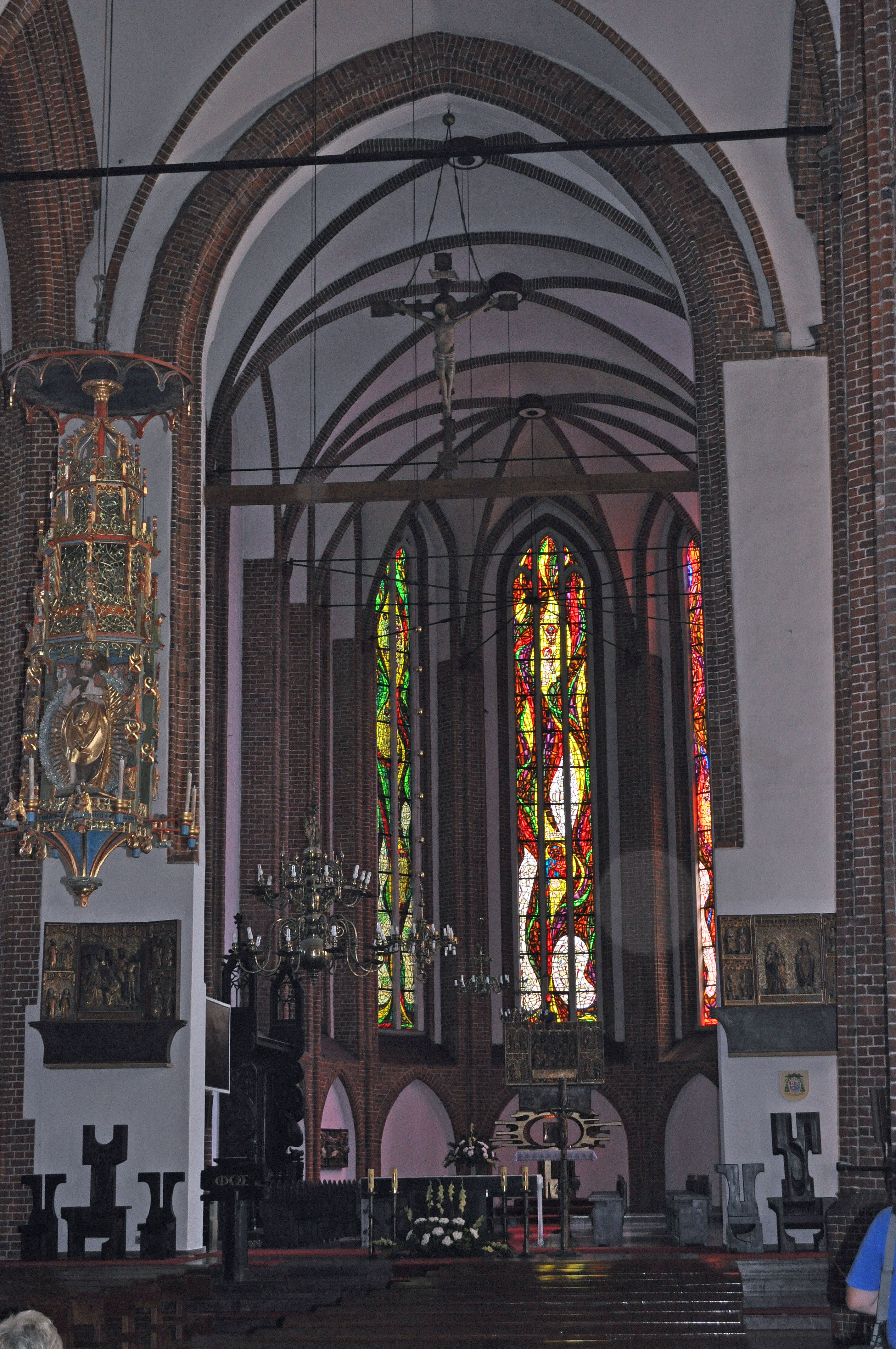
Vista interna